# Грбови рејона Туљске области
Грбови рејона Туљске области обухвата галерију грбова административних јединица руске области — Туљске области, са статусом градских округа и рејона, те њихове историјске грбове (уколико их има).
Већина грбова настала је након успостављања Руске Федерације и Туљске области, као њеног саставног субјекта.

## Грбови округа и рејона
- I — Грб града 
 Донскоја
- II — Грб града 
 Новогуровскиј
- III — Грб града 
 Новомосковска
- IV — Грб града 
 Тула
- V — Грб града 
 Славнија
- VI — Грб града 
 Алексин
- VII — Грб града 
 Јефремова
- 1 — Грб рејона 
 Алексински
- 2 — Грб рејона 
 Арсењевски
- 3 — Грб рејона 
 Бељовски
- 4 — Грб рејона 
 Богородички
- 5 — Грб рејона 
 Вењевски
- 6 — Грб рејона 
 Воловски
- 7 — Грб рејона 
 Дубенски
- 8 — Грб рејона 
 Јефремовски
- 9 — Грб рејона 
 Заошки
- 10 — Грб рејона 
 Каменски
- 11 — Грб рејона 
 Кимовски
- 12 — Грб рејона 
 Кирејевски
- 13 — Грб рејона 
 Куркински
- 14 — Грб рејона 
 Лењински
- III — Грб рејона 
 Новомосковски
- 15 — Грб рејона 
 Одојевски
- 16 — Грб рејона 
 Плавски
- 17 — Грб рејона 
 Суворовски
- 18 — Грб рејона 
 Тјопло-Огарјевски
- 19 — Грб рејона 
 Узловски
- 20 — Грб рејона 
 Чернски
- 21 — Грб рејона 
 Шчјокински
- 22 — Грб рејона 
 Јасногорски